# استان امان
 استان اَمّان (به عربی: مُحافَظَة عَمّان) نام استانی در کشور پادشاهی اردن است. این استان، استان پایتخت (به عربی: محافظة العاصِمة) نیز نامیده می‌شود.
استان پایتخت شامل چند فرمانداری می‌باشد.

## جمعیت
جمعیت استان امان در حدود ۲ میلیون نفر می‌باشد. 
اکثر ساکنان آن مسلمان سنی مذهب هستند
این استان در پایهٔ کوه و در کناره صحرا و در روی تپه‌های کوچک در وسط کشور اردن واقع شده‌است. 
راه آهن  از راه‌های تنگ و باریک در پایهٔ این کوه‌ها می‌گذرد و از سمت شمال به سوریه و از سمت جنوب به استان معان و عربستان سعودی متصل می‌شود.

## فرمانداری‌های استان
استان امان (استان پایتخت) به ده فرمانداری تقسیم شده‌است:

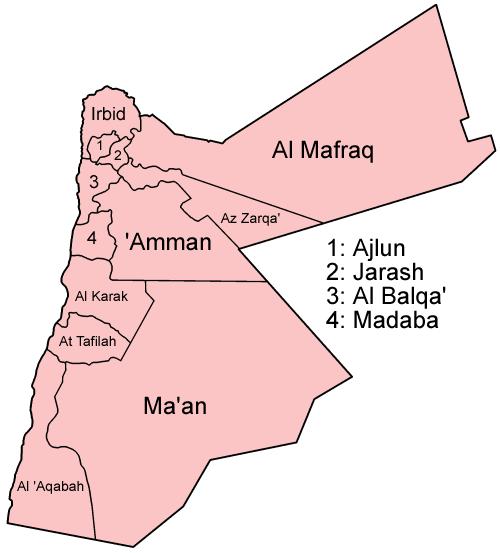

- قصبة عمان
- مارکا
- المقابلین
- منطقة القویسمه
- الجویده
- ابو علندا
- الرجیب
- منطقة خریبة السوق
- جاوا
- الیادودة
- منطقة ام قصیر
- قویسمه مرکز الجویده .